# Saint-Aubin-en-Bray
Saint-Aubin-en-Bray település Franciaországban, Oise megyében. Lakosainak száma 1193 fő (2022. január 1.). Saint-Aubin-en-Bray Blacourt, Espaubourg, Lachapelle-aux-Pots, Lalandelle és Ons-en-Bray községekkel határos.

## Népesség
A település népessége az elmúlt években az alábbi módon változott:
| Lakosok száma | 1036 | 1125 | 1159 | 1140 | 1153 | 1165 | 1175 | 1178 | 1193 |
|               | 2013 | 2015 | 2016 | 2017 | 2018 | 2019 | 2020 | 2021 | 2022 |